# Palucca Hochschule für Tanz Dresden
Die Palucca Hochschule für Tanz Dresden ist eine staatliche Kunsthochschule in Dresden mit den Studienschwerpunkten Tanz,  Tanzpädagogik und Choreografie. Derzeitige Rektorin ist Katharina Christl.
Die Hochschule verfügt über eine integrierte Oberschule mit vertiefender Tanzausbildung. Der dort abgelegte Realschulabschluss qualifiziert die Schüler bei entsprechender künstlerischer/tänzerischer Eignung zur Aufnahme des Studiums im Bachelorstudiengang Tanz. Das Abitur ist generell keine Zugangsvoraussetzung. Für die Aufnahme sind vielmehr künstlerische und körperliche Kriterien entscheidend. Für ein Studium im Bereich Tanzpädagogik oder Choreografie zählt zusätzlich auch praktische Bühnenerfahrung.

## Geschichte

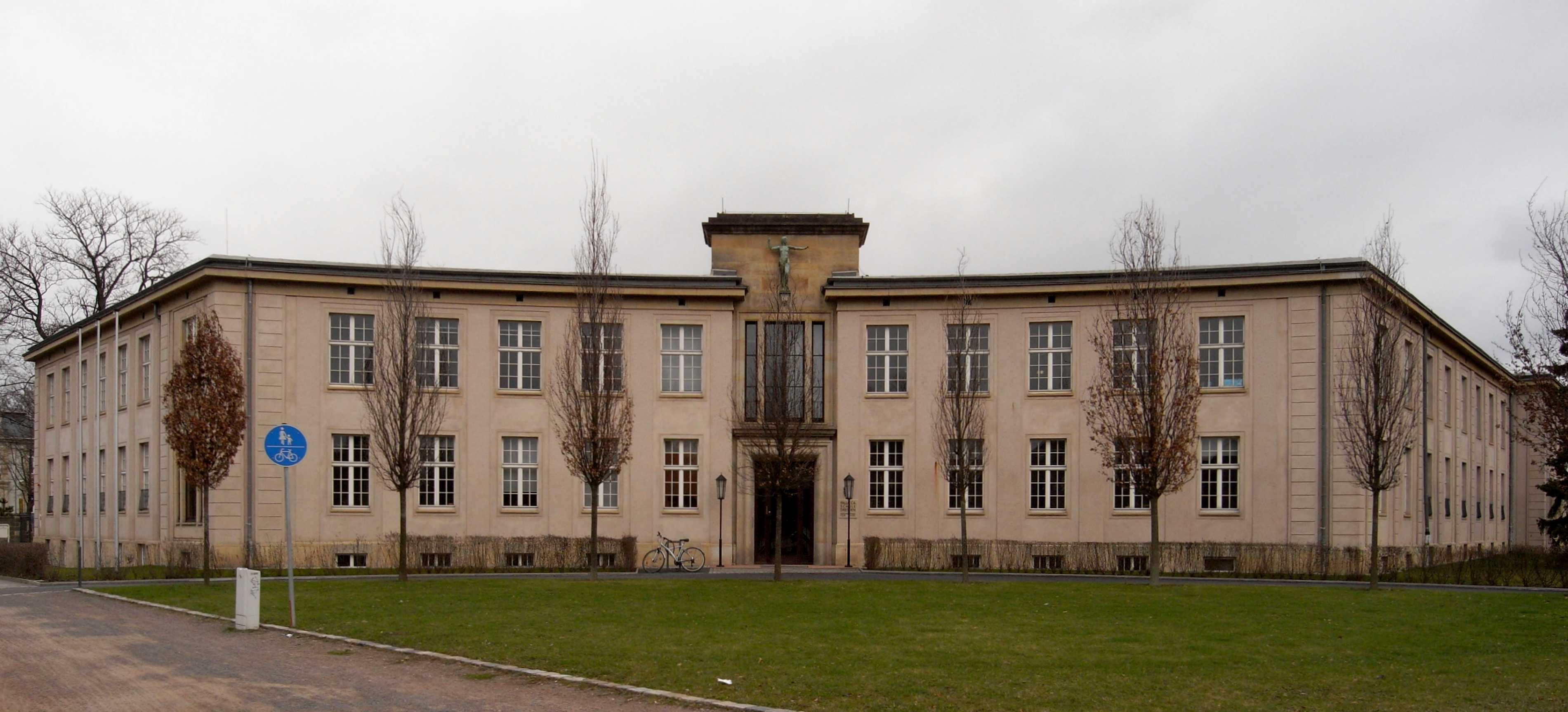
Hauptgebäude der Palucca-Schule am Basteiplatz

Die Schule wurde 1925 von Gret Palucca in Dresden gegründet. Palucca unterrichtete zunächst in ihrer Wohnung an der Bürgerwiese. Später mietete sie in Dresden Trainingsräume für ihre Schule an. 1928 wurde eine Zweigstelle in Berlin, 1931 in Stuttgart eröffnet. Von 1939 bis 1945 durfte Palucca wegen ihrer jüdischen Abstammung nicht unterrichten. Am 15. Juli 1945 eröffnete sie ihre Schule wieder. 1949 wurde die Palucca Schule Dresden verstaatlicht. 1952 begannen die Bauarbeiten für einen Schulneubau am Basteiplatz, der 1955 fertiggestellt wurde. 1988 wurde eine 24 Minuten lange Folge der Serie Jan und Tini auf Reisen des DDR-Kinderfernsehens in der Schule gedreht. Bis 1991 unterrichtete Palucca hier selbst. Am 5. Oktober 2007 wurde nach dreijähriger Bauzeit ein neuer Campus mit modernem Erweiterungsbau fertiggestellt.
2006 wurde in Kooperation mit dem Dresdener Semperoper-Ballett ein sogenanntes Eleven-Programm initiiert, das jungen Tänzern die Möglichkeit gibt, ihre Fähigkeiten weiterzuentwickeln und in der professionellen Praxis anzuwenden.
Ab 2006 war Jason Beechey Rektor der Hochschule. Seit August 2024 ist die gebürtige Dresdnerin Katharina Christl Rektorin.

## Gebäude
Der ältere, am Basteiplatz liegende Gebäudetrakt wurde von 1953 bis 1955 mit neuklassizistischer Fassade errichtet. Der Entwurf stammt von Fred Pietsch und Herbert Schneider, und Gerd Dettmar hatte die Bauleitung. Durch einen modernen Erweiterungsbau (für Tanzsäle, Internat und Physiotherapie) an der Wiener Straße, entworfen vom Architekturbüro Storch Ehlers Partner (Hannover), stehen seit April 2007 zusätzliche Räumlichkeiten zur Verfügung. In diesem Rahmen erhielten die Flächen zu den der Schule gehörenden Nachbargrundstücken an der Tiergartenstraße, einschließlich darauf stehender Villen, ein denkmalgerechtes Garten- bzw. Parkkonzept.
Die Bronzeplastik über dem Haupteingang ist ein Werk von Rudolf Löhner.

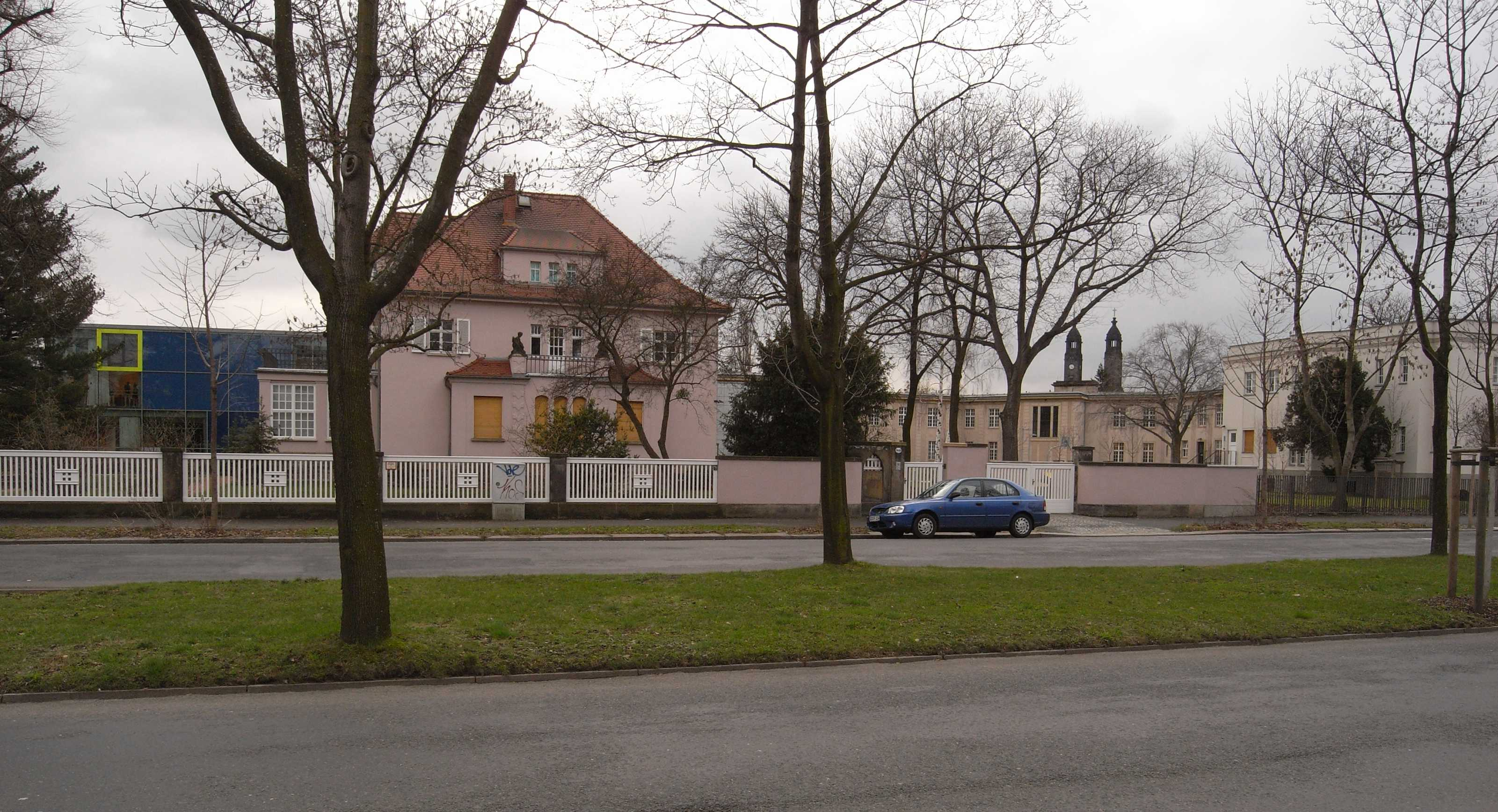
Gesamtsicht auf den Campus
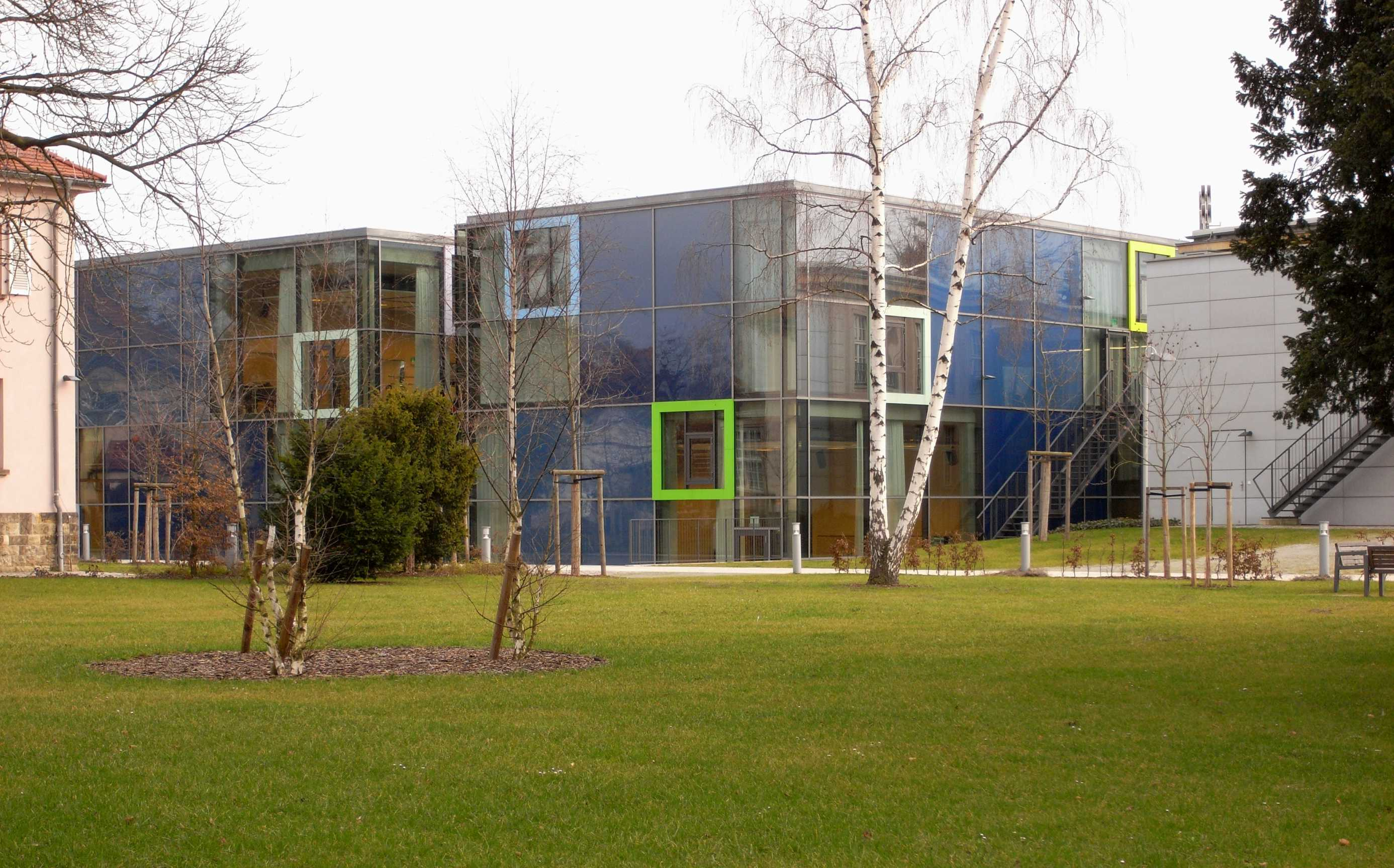
Moderner Erweiterungsbau von Storch Ehlers Partner
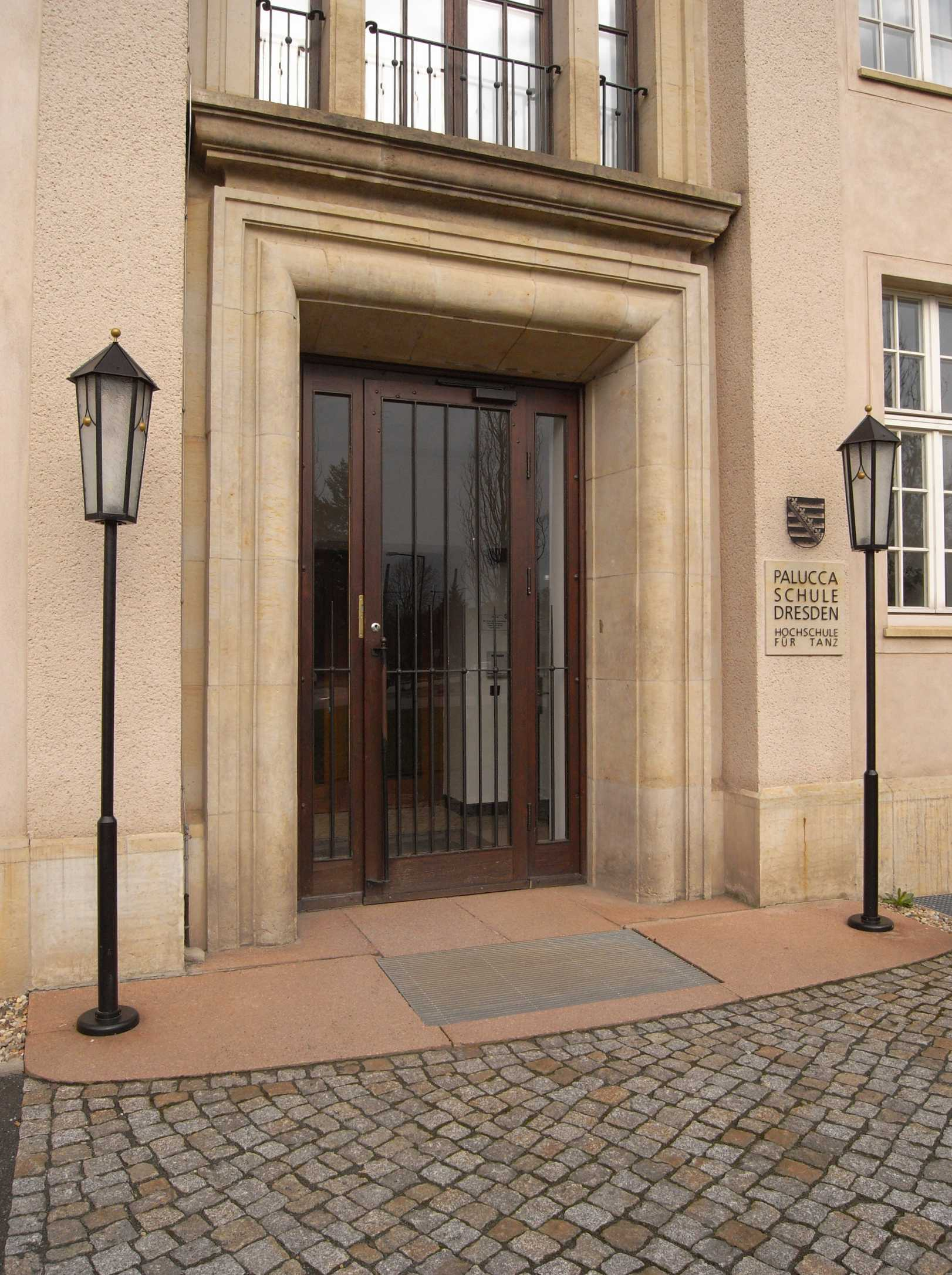
Haupteingang am Basteiplatz, Portal aus Cottaer Sandstein

## Film
- Vom Tanzen besessen – Die Palucca-Kinder. Doku-Soap in sechs Teilen je 26 Min., Deutschland, 2010, Buch und Regie: Susanne Köpcke, Produktion: MDR, Erstausstrahlung: 7. Oktober 2012 bei arte, Film-Informationen von ARD mit Fotos.